# Arpașu de Sus
Arpașu de Sus – wieś w Rumunii, w okręgu Sybin, w gminie Arpașu de Jos. W 2011 roku liczyła 1138 mieszkańców.